# Teoria delle tre rappresentanze

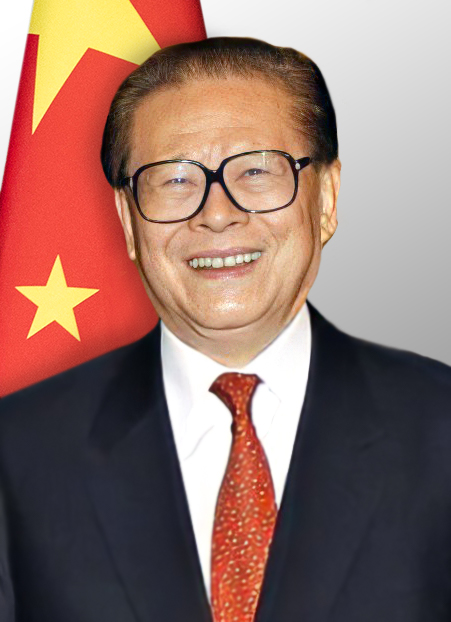
Jiang Zemin nel 2002

La teoria delle tre rappresentanze è una teoria elaborata dal segretario generale del Partito Comunista Cinese (PCC) Jiang Zemin. Secondo tale dottrina, il potere e la forza del PCC derivano dal fatto che esso sia in grado di rappresentare le esigenze delle forze produttive più avanzate del paese, di dare voce a più avanzati orientamenti culturali e di garantire gli interessi dei più ampi strati della popolazione.

## Storia
Jiang Zemin introdusse per la prima volta la sua teoria il 25 febbraio 2000 durante un'ispezione a Maoming, nella provincia del Guangdong. In tale occasione, cercò di fare una sintesi globale dell'esperienza storica del Partito e di elaborare un metodo per adattare le politiche alle nuove situazioni e ai nuovi obiettivi:
(Jiang Zemin)
Durante altre ispezioni nelle province di Jiangsu e Zhejiang e Shanghai nel maggio successivo, Jiang enfatizzò ulteriormente il ruolo della sua teoria come parte delle fondamenta del PCC. Nell'ottobre 2000, in occasione della V Sessione plenaria del XV Comitato centrale del Partito, Jiang Zemin affermò che la realizzazione delle "tre rappresentanze" doveva essere il principale obiettivo da raggiungere e le politiche dovevano servire a tale scopo.
L'8 novembre 2002, durante il XVI Congresso nazionale del Partito Comunista Cinese, Zeming ribadì non solo l'importanza della teoria di Deng Xiaoping e del socialismo con caratteristiche cinesi, ma anche quella delle tre rappresentanze e del loro studio. La teoria di Jiang rappresentava secondo il PCC la continuazione delle ideologie ufficiali nel contesto cinese del XXI secolo e fu definita come il "marxismo per la Cina contemporanea". Il XVI Congresso approvò inoltre l'inclusione della dottrina all'interno della Costituzione del Partito Comunista Cinese. Durante i primi anni della segreteria di Hu Jintao, successore di Jiang, fu accentuata la propaganda e la ricerca teorica nei quadri e nelle scuole di Partito, con articoli pubblicati sul Renmin Ribao e sul Qiushi.

## Contenuto
Secondo Jiang Zemin, il Partito Comunista Cinese rappresenta:
- Le direzioni e le richieste di sviluppo delle forze produttive avanzate
- Gli orientamenti di una cultura avanzata
- Gli interessi fondamentali della maggior parte del popolo cinese.

Il PCC deve quindi basare il proprio lavoro sullo sviluppo della produttività, elevandolo continuamente, al fine di liberare le forze produttive, facilitarne lo sviluppo, rendere più valorosa l'economia nazionale e di migliorare il tenore di vita della popolazione. Il Partito deve inoltre promuovere la propria cultura socialista nazionale e la scienza per rendere più moderno il Paese, continuando ad aderire ai principi del marxismo e assimilando contemporaneamente le conquiste culturali degli altri Paesi. Infine, tutto il lavoro dei quadri deve servire incondizionatamente il popolo, agendo secondo gli interessi concreti del popolo cinese e garantendo il benessere economico, la pace e il progresso. Non sono permesse azioni e politiche distaccate dalla popolazione o che sono contrarie al volere popolare.